# Kwas ftalowy
Kwas ftalowy – organiczny związek chemiczny z grupy dikarboksylowych kwasów aromatycznych. Jest stosowany w syntezie organicznej.
W laboratorium kwas ftalowy można otrzymać w wyniku hydratacji bezwodnika ftalowego, ale na skalę przemysłową produkuje się go przez utlenianie o-ksylenu.
  +  3O
2  {\displaystyle \rightarrow }  +  2 H
2O